# Station Hamburg Diebsteich
Station Hamburg Diebsteich (Bahnhof Hamburg Diebsteich, kort Bahnhof Diebsteich) is een spoorwegstation in het stadsdeel Altona-Nord van de Duitse plaats Hamburg, in de gelijknamige stadstaat. Het station is onderdeel van de S-Bahn van Hamburg en alleen treinen van de S-Bahn kunnen hier stoppen. De locatie van het station is aangewezen als nieuw langeafstandsstation, in plaats van station Hamburg-Altona. In 2023 moet het station klaar zijn.

## Locatie
Het station bevindt zich oostelijk van het kruispunt van de straten Schleswiger Straße en Am Diebsteich nabij de Friedhof Diebsteich (begraafplaats). De toegang van het station is mogelijk via de straat Diebsteichtunnel. Het station bevindt zich aan de noordelijke einde van fly-overs van de spoordriehoek voor station Altona.

## Geschiedenis
Het station Hamburg Diebsteich samen met de bouw van de S-Bahnlijn naar Pinneberg gebouwd. De lening van 6,5 miljoen Mark voor de spoorlijn uit- en nieuwbouw werd in 1956 door de stad Hamburg toegekend. De lijn werd meer of minder parallel aan de spoorlijn Hamburg-Altona - Kiel gebouwd. Daarbij werd tussen Langenfelde en Eidelstedt de bestaande Spoorlijn Hamburg-Altona - Neumünster gebruikt. Vanaf toen rijden de treinen van de AKN Eisenbahn tot Eidelstedt (op een treinpaar na).
De lijn tussen Holstenstraße en Langenfelde werd op 26 september 1962 geopend, waarbij dit traject aanvankelijk enkelsporig was. Daarbij werd ook de enige tussen deze beide stations gelegen station - het station Hamburg Diebsteich - geopend. De lijn werd op 26 mei 1965 naar Elbgaustraße verlengd en op dezelfde dag reed AKN niet meer verder dan Eidelstedt. De gehele lijn naar Pinneberg werd op 22 september 1967 geopend.
Voor de oorspronkelijke S-Bahnlijn van Holstenstraße naar Pinneberg was er geen directe verbinding tussen Diebsteich en Altona. Deze verbindingslijn, waarbij een fly-over over langeafstandssporen noodzakelijk is, werd op 31 mei 1981 geopend.
De naam "Diebsteich" herleidt zich vermoedelijk van het Nederduitse woord voor "diepe meer" ("tiefer See") af en verwijst naar een niet meer bestaande vijver, die oostelijk van de halte lag.

## Uitrusting
Het station heeft een eilandperron, die op beide S-Bahnsporen aansluit. De toegang tot het perron bevindt zich in het zuidelijke deel van het station. Het perron is in dit gedeelte overkapt.

## Treinverbindingen
De volgende S-Bahnlijnen doen station Diebsteich aan:
| Serie | Treinsoort        | Route | Bijzonderheden |
| ----- | ----------------- | --- | -------------- |
|       | S-Bahn (DB Regio) | Pinneberg – Elbgaustraße – Eidelstedt – Diebsteich – Altona – Hauptbahnhof – Harburg – Harburg Rathaus – Neugraben          |                |
|       | S-Bahn (DB Regio) | Elbgaustraße – Eidelstedt – Diebsteich – Dammtor – Hauptbahnhof – Harburg – Harburg Rathaus – Neugraben – Buxtehude – Stade |                |

## Uitbouw tot langeafstandsstation

### Achtergrond en geschiedenis
Tussen 1997 en 2004 informeerde de Deutsche Bahn de stad Hamburg over zijn plannen voor een afbouw van station Altona na de bouw van een nieuw langeafstandsstation in het gebied van de huidige S-Bahnstation Hamburg Diebsteich. Reden hiervoor was de mogelijk noodzakelijke renovatie van een spoorbrug ter noorden van het station Altona. Wegens de geluidsproductie van treinen wordt dit gedeelte door bewoners ook wel "Piepbocht" (Quietschkurve) genoemd. Nieuwe overwegingen voor het verleggen van het station komen terug in het stadsontwikkelingsproject "Neue Mitte Altona". In kader van het project zullen onder andere op het terrein van station Altona woningen en parken worden gebouwd. De senaat van de stad Hamburg besloot op december 2007 te starten met de voorbereidende studies over de transformatie van de wijk Altona. In 2010 schreef het Ministerie van Stadsontwikkeling en Milieu van Hamburg (Behörde für Stadtentwicklung und Umwelt) een wedstrijd uit. Doel van de wedstrijd was om ideeën voor de ontwikkeling van de nieuwe wijk te krijgen. Het in november 2010 voorgestelde winnend ontwerp stelde de verlegging van het station Altona naar Diebsteich voor. De vrijgekomen grond zal een andere functie krijgen en bebouwd worden.
In mei 2012 werd over de inrichting van het gebied besloten; in september 2010 stemde de gemeenteraad van Hamburg met een masterplan over de ontwikkeling van Altona in. Dirk Kienscherf, woordvoerder voor de bouw van de SPD-gemeentefractie, noemde het bouwproject als "Project van de eeuw". Volgens Hans-Detlef Roock van de CDU is de ontwikkeling van het stationsgebied, het grootste ontwikkelingsproject van Hamburg na HafenCity. Op 1 juli 2014 maakte de Deutsche Bahn bekend, het station Altona voor 2023 te willen verplaatsen naar het huidige station Diebsteich. Voorzien is een achtsporig station met zes langeafstands- en regionaalsporen evenals twee S-Bahnsporen. Hierbij zal een nieuw stationsgebouw gebouwd worden. De planvaststelling zal eind 2015 beginnen. De stad Hamburg heeft de grond van de Deutsche Bahn op 30 juni 2015 voor € 38,8 miljoen gekocht.

### Bouwproject
Voor de nieuwbouw is 25 kilometer spoor evenals 48 wissels gepland. De treinen blijven zoveel mogelijk rijden tijdens de ombouw. De Deutsche Bahn plant een eenvoudig nieuw station, maar lokale politici zien het als ontoereikend.

### Reacties
De gemeenteraadsfractie van de SPD betitelde de verlegging van het station als leidend voor toekomstige ontwikkelingen in Altona. Liane Melzer, hoofd van de deelraad, zegt, dat het besluit het mooiste geschenk op de 350ste verjaardag van Altona is.
Heike Sudmann, van Die Linke, verwelkomde de geluidsreductie, die door de verlegging van de spoorlijn wordt verwacht, maar ze was van mening dat de sporen voldoende tegen de S-Bahnsporen gelegd moet worden. Haar partijcollega Robert Jarowoy noemde het besluit een slechte dag voor Altona, dat het stadsdeel met de verlegging van het station een stuk identiteit verliest. Tegelijk kritiseerde hij de ontoereikende burgerparticipatie.